# Charles & Eddie
Charles & Eddie war ein US-amerikanisches Soulduo aus New York. Es bestand aus Charles Pettigrew (* 12. Mai 1963 in Philadelphia, Pennsylvania; † 6. April 2001 ebenda) und Eddie Chacon (* 22. August 1963 in Oakland, Kalifornien). Der bekannteste Titel des Duos ist Would I Lie to You? aus dem Jahr 1992.

## Karriere
Charles Pettigrew hatte in Boston Jazz-Gesang studiert und mit einer Band namens Down Avenue gespielt. Anfang der 1990er Jahre traf er in New York Eddie Chacon. Beide beschlossen, wegen ihrer gemeinsamen Liebe zur Soulmusik ein Duo à la Sam & Dave zu gründen. Ihre erste Single, Would I Lie to You?, wurde 1992 ein weltweiter Hit und erreichte unter anderem Platz 1 in Deutschland, Österreich und Großbritannien. In der Schweiz erreichten das Lied Platz 2 und in den USA Platz 13. Mit den Nachfolgesingles N.Y.C. (Can You Believe This City), House Is Not a Home und 24-7-365 konnten sie sich zumindest in Europa noch bis 1995 in den Top 40 halten. Auch das Album Duophonic war ein kleiner Erfolg, aber ein großer Hit gelang ihnen nicht mehr.
Daraufhin trennten sich Charles & Eddie wieder. Pettigrew arbeitete mit Künstlern wie Tina Weymouth und Chris Frantz zusammen und schloss sich 1998 dem Tom Tom Club an. Er ist auf ihrem Album The Good, the Bad and the Funky zu hören. Kurz darauf erkrankte er an Krebs und starb am 6. April 2001 im Alter von 37 Jahren.

## Diskografie

### Studioalben
| Jahr | Titel          | Höchstplatzierung, Gesamtwochen, AuszeichnungChartplatzierungen (Jahr, Titel, Platzierungen, Wochen, Auszeichnungen, Anmerkungen) | Höchstplatzierung, Gesamtwochen, AuszeichnungChartplatzierungen (Jahr, Titel, Platzierungen, Wochen, Auszeichnungen, Anmerkungen) | Höchstplatzierung, Gesamtwochen, AuszeichnungChartplatzierungen (Jahr, Titel, Platzierungen, Wochen, Auszeichnungen, Anmerkungen) | Höchstplatzierung, Gesamtwochen, AuszeichnungChartplatzierungen (Jahr, Titel, Platzierungen, Wochen, Auszeichnungen, Anmerkungen) | Höchstplatzierung, Gesamtwochen, AuszeichnungChartplatzierungen (Jahr, Titel, Platzierungen, Wochen, Auszeichnungen, Anmerkungen) | Höchstplatzierung, Gesamtwochen, AuszeichnungChartplatzierungen (Jahr, Titel, Platzierungen, Wochen, Auszeichnungen, Anmerkungen) | Anmerkungen                                               |
| Jahr | Titel          | DE | AT | CH | UK | US | R&B | Anmerkungen                                               |
| ---- | -------------- | --- | --- | --- | --- | --- | --- | --------------------------------------------------------- |
| 1992 | Duophonic      | DE6 Gold · (22 Wo.)DE | AT4 Gold · (16 Wo.)AT | CH5 Gold · (16 Wo.)CH | UK19 Gold · (15 Wo.)UK | US153 (5 Wo.)US | R&B81 (6 Wo.)R&B | Erstveröffentlichung: August 1992 Produzent: Josh Deutsch |
| 1995 | Chocolate Milk | DE48 (6 Wo.)DE | — | — | — | — | — | Erstveröffentlichung: Mai 1995 Produzent: Josh Deutsch    |

### Singles
| Jahr | Titel Album                                    | Höchstplatzierung, Gesamtwochen, AuszeichnungChartplatzierungen (Jahr, Titel, Album, Platzierungen, Wochen, Auszeichnungen, Anmerkungen) | Höchstplatzierung, Gesamtwochen, AuszeichnungChartplatzierungen (Jahr, Titel, Album, Platzierungen, Wochen, Auszeichnungen, Anmerkungen) | Höchstplatzierung, Gesamtwochen, AuszeichnungChartplatzierungen (Jahr, Titel, Album, Platzierungen, Wochen, Auszeichnungen, Anmerkungen) | Höchstplatzierung, Gesamtwochen, AuszeichnungChartplatzierungen (Jahr, Titel, Album, Platzierungen, Wochen, Auszeichnungen, Anmerkungen) | Höchstplatzierung, Gesamtwochen, AuszeichnungChartplatzierungen (Jahr, Titel, Album, Platzierungen, Wochen, Auszeichnungen, Anmerkungen) | Höchstplatzierung, Gesamtwochen, AuszeichnungChartplatzierungen (Jahr, Titel, Album, Platzierungen, Wochen, Auszeichnungen, Anmerkungen) | Anmerkungen                                                         |
| Jahr | Titel Album                                    | DE | AT | CH | UK | US | R&B | Anmerkungen                                                         |
| ---- | ---------------------------------------------- | --- | --- | --- | --- | --- | --- | ------------------------------------------------------------------- |
| 1992 | Would I Lie to You? Duophonic                  | DE1 Gold · (32 Wo.)DE | AT1 Gold · (18 Wo.)AT | CH2 (21 Wo.)CH | UK1 Platin · (17 Wo.)UK | US13 (26 Wo.)US | R&B59 (15 Wo.)R&B | Erstveröffentlichung: August 1992 Autoren: Mike Leeson, Peter Vale  |
| 1993 | N. Y. C. (Can You Believe This City) Duophonic | DE32 (12 Wo.)DE | AT29 (1 Wo.)AT | — | UK33 (5 Wo.)UK | — | — | Erstveröffentlichung: Februar 1993 Autor: Eddie Chacon              |
| 1993 | House Is Not a Home Duophonic                  | DE59 (5 Wo.)DE | — | — | UK29 (4 Wo.)UK | — | — | Erstveröffentlichung: Mai 1993 Autoren: Eddie Chacon, J. Freed      |
| 1995 | I’m Gonna Love You (24-7-365) Chocolate Milk   | DE58 (11 Wo.)DE | — | CH26 (11 Wo.)CH | UK38 (4 Wo.)UK | — | — | Erstveröffentlichung: April 1995 Autoren: Gregg Sutton, John Herron |
| 1995 | Jealousy Chocolate Milk                        | DE68 (9 Wo.)DE | AT39 (1 Wo.)AT | — | — | — | — | Erstveröffentlichung: August 1995 Autoren: Mike Leeson, Peter Vale  |

Weitere Singles
- 1993: Shine (nur in Frankreich veröffentlicht)
- 1995: 24-7-365 / She’s So Shy (nur in UK und US veröffentlicht)

## Auszeichnungen für Musikverkäufe
| Silberne Schallplatte - Frankreich - 1992: für die Single Would I Lie to You? - 1993: für die Single Shine Goldene Schallplatte - Australien - 1992: für die Single Would I Lie to You? - Dänemark - 2023: für die Single Would I Lie to You? - Frankreich - 1994: für das Album Duophonic | Platin-Schallplatte - Neuseeland - 1993: für die Single Would I Lie to You? - Niederlande - 1993: für die Single Would I Lie to You? |

Anmerkung: Auszeichnungen in Ländern aus den Charttabellen bzw. Chartboxen sind in ebendiesen zu finden.
| Land/RegionAuszeichnungen für Musikverkäufe (Land/Region, Auszeichnungen, Verkäufe, Quellen) | Silber     | Gold     | Platin     | Verkäufe | Quellen           |
| -------------------------------------------------------------------------------------------- | ---------- | -------- | ---------- | -------- | ----------------- |
| Australien (ARIA)                                                                            | —          | Gold1    | —          | 35.000   | aria.com.au       |
| Dänemark (IFPI)                                                                              | —          | Gold1    | —          | 45.000   | ifpi.dk           |
| Deutschland (BVMI)                                                                           | —          | 2× Gold2 | —          | 500.000  | musikindustrie.de |
| Frankreich (SNEP)                                                                            | 2× Silber2 | Gold1    | —          | 350.000  | infodisc.fr       |
| Neuseeland (RMNZ)                                                                            | —          | —        | Platin1    | 10.000   | Einzelnachweise   |
| Niederlande (NVPI)                                                                           | —          | —        | Platin1    | 75.000   | nvpi.nl           |
| Österreich (IFPI)                                                                            | —          | 2× Gold2 | —          | 50.000   | ifpi.at           |
| Schweiz (IFPI)                                                                               | —          | Gold1    | —          | 25.000   | hitparade.ch      |
| Vereinigtes Königreich (BPI)                                                                 | —          | Gold1    | Platin1    | 700.000  | bpi.co.uk         |
| Insgesamt                                                                                    | 2× Silber2 | 9× Gold9 | 3× Platin3 |          |                   |